# Nachal Tavor
Nachal Tavor (hebrejsky: נחל תבור, arabsky: Vádí al-Bira) je vádí o délce cca 30 kilometrů a přírodní rezervace v Izraeli.

## Trasa toku
Začíná v kopcovité krajině pohoří Harej Nacrat poblíž města Nazaret Ilit v aglomeraci Nazaretu v Dolní Galileji. Spadá pak prudce k jihu, do Jizre'elského údolí, respektive do jeho severovýchodní části, jež se nazývá údolí Bik'at Ksulot, do kterého vstupuje poblíž města Iksal. Směřuje pak k jihovýchodu rovinatou a zemědělsky využívanou krajinou, přičemž z jihu míjí horu Har Tavor (neboli Tábor). Pokračuje dál jihovýchodním nebo východním směrem a postupně se zařezává do okolního terénu a vytváří údolí, které míjí řídce osídlený region planin Ramot Isachar a Ramat Sirin a rychle klesá do příkopové propadliny podél řeky Jordán, do níž ústí jižně od vesnice Gešer. Ústí Nachal Tavor do Jordánu je považováno za hranici Bejtše'anského údolí, které začíná jižně odtud.
Arabský název toku je odvozen od arabské vesnice al-Bira, jež poblíž něj stávala do roku 1948. Dolní tok je zahrnut do přírodní rezervace Nachal Tavor vyhlášené roku 1974. Podél koryta se nacházejí četné prameny (Ejn Recheš, Ejn Ze'ev a Ejn Šachal) a některé stavební pozůstatky, které dokládají, že v minulosti šlo o významnou dopravní spojnici. Například pahorek Tel Recheš. Díky pramenům se na dolním toku z Nachal Tavor stává vodoteč s celoročním průtokem.

## Přítoky
levostranné
- Nachal Barak Ben Avino'am
- Nachal ha-Šiv'a
- Nachal Kama
- Nachal Kisch
- Nachal Recheš
- Nachal Salil
- Nachal Ukal
- Nachal Jazir
- Nachal Achin

pravostranné
- Nachal ha-Kosemet
- Nachal Ejn Dor
- Nachal Šumar
- Nachal Chamud
- Nachal Kochav